# Carl Weltz
Johan Carl August Weltz, född 11 april 1815 i Clausthal, död 21 maj 1890, var en tysk-norsk bergsman.
Weltz studerade bergsvetenskap vid Göttingens universitet och genomgick därefter en praktisk kurs i Clausthal, där han lärde känna Wilhelm Sinding. På dennes uppmaning reste han 1840 till Norge, där han anställdes vid Kongsbergs silververk. Efter två års arbete där var han under de två följande åren anställd vid Stengelsruds koppargruvor i Sandsvær och förestod därefter i två år en gruvanläggning i Sætersdalen (Aaraksbygd). 
Tillsammans med tre köpmän från Drammen byggde Weltz 1848 smälthyttan Ekers kopparverk, och 1855 reste han på Sindings anmodan till Foldals kopparverk för att nyttiggöra Sindings nya patent; 1858 reste han till Rio Tinto-gruvorna vid floden Rio Tinto i Spanien, där smälthytta byggdes för användning av Sindings patent. År 1860 återvände han till Norge och blev föreståndare för Grimlis koppargruvor i Søndfjord, förestod i början av 1870-talet ett nickelverk i Rakkestad och bosatte sig därefter i Kristiania, i huvudsak sysselsatt med litterära sysslor. Under 1880-talet var han under lång tid medlem av Kristiania Arbeidersamfunds styrelse.